# کوستلتس (ناحیه هودونین)
کوستلتس (به چکی: Kostelec) یک منطقهٔ مسکونی در جمهوری چک است که در ناحیه هودونین واقع شده‌است. کوستلتس ۵٫۰۸ کیلومتر مربع مساحت و ۸۵۵ نفر جمعیت دارد و ۲۲۰ متر بالاتر از سطح دریا واقع شده‌است.